# Galaxian
Galaxian är ett arkadspel av Namco 1979. Spelet var ett av de första shoot 'em up-spelen att utveckla konceptet från Space Invaders. Här avvek rymdvarelserna från flocken och kunde göra individuella anfallsmanövrer. Galaxian ett av de förta spelen som använde RGB-färgsättning.